# Jack DeSena

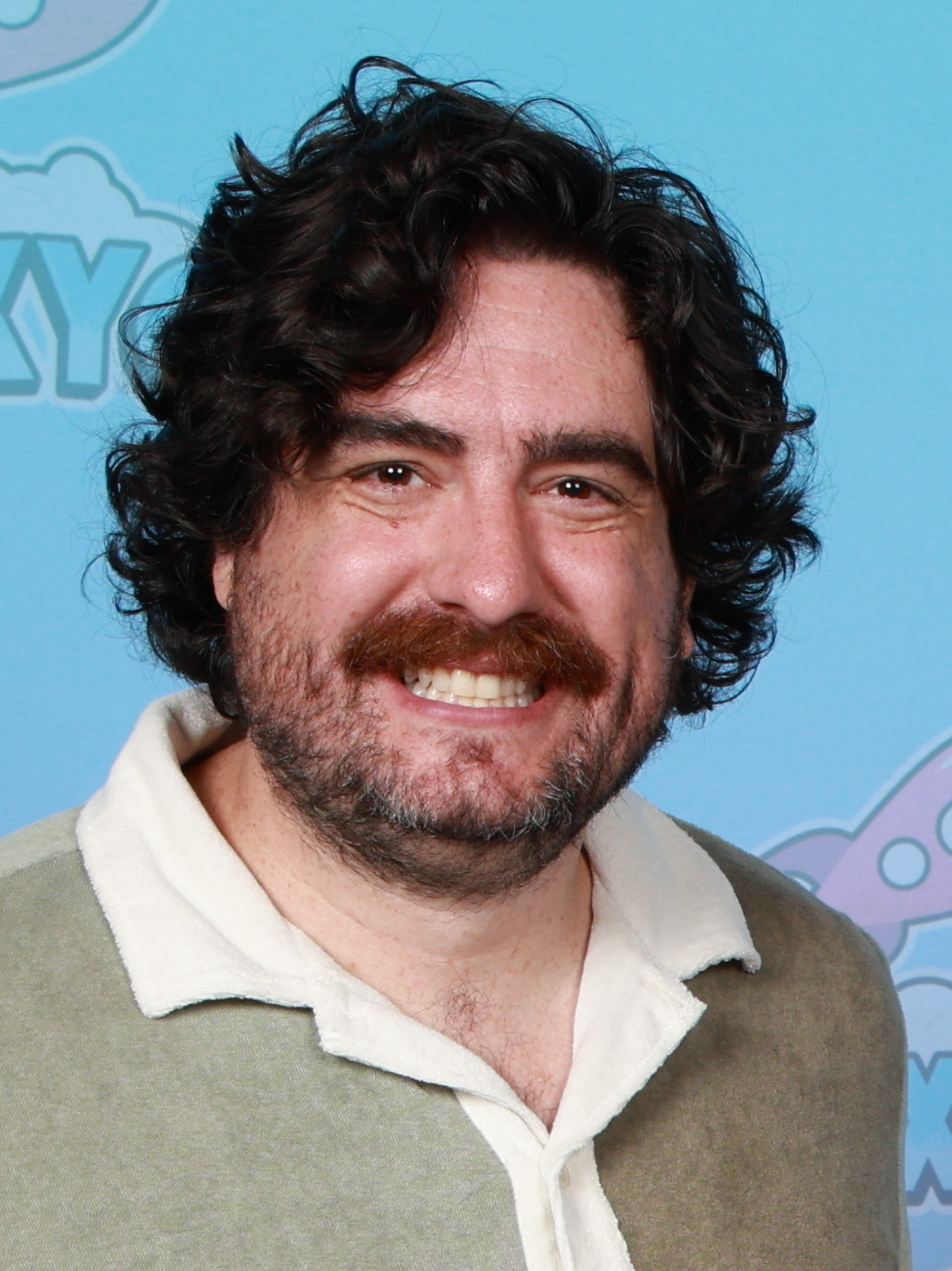
Jack DeSena, 2024

Jack Patrick DeSena (* 6. Dezember 1987 in Boston, Massachusetts) ist ein US-amerikanischer Schauspieler und Synchronsprecher.

## Leben
Seine Familie zog im Jahr 1999 nach Irvine, wo er seine Schule begonnen und abgeschlossen hat.
Seit 2002 ist DeSena als Schauspieler tätig. Von 2014 bis 2016 war er als Mr. Roberts in der Serie 100 Dinge bis zur Highschool zu sehen. Er ist auch im Synchronbereich tätig. So hat er z. B. Sokka aus der Serie Avatar – Der Herr der Elemente synchronisiert.

## Filmografie (Auswahl)
- 2000–2005: All That
- 2013: Sam & Cat
- 2014: Melissa & Joey
- 2014–2016: 100 Dinge bis zur Highschool (100 Things to Do Before High School )
- 2016: The Veil
- 2018: Sorry for Your Loss
- 2021: Too Late
- 2023: Me, Myself & the Void

## Synchronrollen (Auswahl)
- 2005–2008: Avatar – Der Herr der Elemente (Avatar: The Last Airbender) – als Sokka
- 2018–2024: Der Prinz der Drachen (The Dragon Prince) – als Callum